# 一田二主
一田二主是中國自南宋至近代、台灣清治至日治的一種土地制度，據此，地主與佃戶共同享有土地的主權，佃戶可永久租用農地，不受土地業權轉手的影響，因此又稱為永佃制。

## 中國大陸
中國宋代以後江南出現了一種永佃制，無論土地所有權人為誰，佃農永恆耕作，不受地主轉讓土地影響，土地擁有權、使用權分離，各地名稱不同，如：永佃、田骨田皮、田底田面、田根田腳等。有的地方認為永佃權是土地所有權的一部份，因此享有永佃權的稱為二田主，形成一田二主制，即地主與佃戶共同享有土地的主權。永佃制有利佃農，對佃農是一種保障。佃農視永佃權為一種產業，可以出讓、轉售，遺產、贈與等。永佃權有時價，而且往往比土地本身的價值更高。

## 台灣
在清治台灣，一田二主多少牽涉到漢族奪取平埔族田畝的社會現象，一田二主的二主其一指的是清政府所承認的農地業主，其二指的是將本身勞力所能負擔以外的耕地租於現耕佃人耕植的土地承佃戶。而隨著臺灣水利開發、農業集約化、移民湧入等因素，甚至產生一田多主（平埔族領袖或墾號─大租戶─小租戶─佃農）以上的多重所有權的社會現象。
某程度而言，一田二主雖增加臺灣土地利用，但產生了民眾之間土地所有權與永佃權糾紛、與集體拓墾的漢人無視平埔族地主原有所有權而併吞土地等等社會問題。清朝官方對一田二主制並不反對，官方在乎的只是承認業主是否按期納稅，並無視民眾之間的糾紛，臺灣日治時期，臺灣總督府為改變一田二主之情形，在1898年進行土地調查，但並未完全解決，但其中的部分問題甚至到20世紀中期，才經由國民政府的公地放領與三七五減租徹底解決。